# Omiya Ardija Ventus
El Omiya Ardija Ventus (大宮アルディージャVentus Ōmiya Aru dhi-ja Ventus?), es un equipo de fútbol femenino de la ciudad de Saitama, Japón. Juega en la máxima categoría del fútbol japonés, la Women Empowerment League. Es la rama femenina del Omiya Ardija. Fue fundado en 1996.

## Historia
El club se fundó en 1996 como un equipo de fútbol femenino de la Escuela Secundaria Jumonji en Toshima, Tokio.
En 2014 adoptó el nombre de "FC Jumonji Ventus", de la palabra en latín de viento y Jumonji por el club Juventus de Italia.
En 2021, el club se fusionó con el Omiya Ardija, en la ciudad de Saitama y se unió como miembro fundador de la nueva Women Empowerment League.